# Eleonora d'Este (religiosa 1643)
Eleonora d'Este (Modena, 2 gennaio 1643 – Modena, 24 febbraio 1722) fu una principessa e suora modenese.

## Biografia
Era figlia di Francesco I d'Este, duca di Modena e Reggio e della prima moglie Maria Farnese.
La coppia aveva avuto nel 1639 un'altra figlia con questo nome, morta ad un anno d'età. Crebbe nella corte paterna dove già da giovanissima si distinse per le fervente fede religiosa e le sue opere di carità. Il 3 maggio 1674 entrò in convento per far parte dell'ordine delle Carmelitane Scalze di Nus; cambiò il suo nome in Maria Francesca dello Spirito Santo.
Più volte venne messa a capo della comunità religiosa e le venne affidato anche il compito di far erigere  a Reggio Emilia un monastero. Aperto nel 1689 sarebbe stato chiuso più di un secolo dopo nel 1798. Divenne tale la sua popolarità che divenne presto intima consigliera anche del ceto dirigente.
Morì in odore di santità nella sua città natale nel 1722. È stata resa venerabile dalla Chiesa Cattolica.

## Ascendenza
|                         |                    |                                 | Genitori                       |  |  | Nonni |  |  | Bisnonni      |  |  | Trisnonni      |  |
|                         |                    |                                 |                                |  |  |       |  |  | Cesare d'Este |  |  | Alfonso d'Este |  |
|                         |                    |                                 |                                |  |  |       |  |  | Cesare d'Este |  |  | Alfonso d'Este |  |
|                         |                    | Giulia Della Rovere             |                                |  |  |       |  |  | Cesare d'Este |  |  |                |  |
| Alfonso III d'Este      |                    |                                 |                                |  |  |       |  |  | Cesare d'Este |  |  |                |  |
|                         |                    | Virginia de' Medici             | Cosimo I de' Medici            |  |  |       |  |  |               |  |  |                |  |
|                         |                    | Virginia de' Medici             | Cosimo I de' Medici            |  |  |       |  |  |               |  |  |                |  |
|                         |                    | Virginia de' Medici             | Camilla Martelli               |  |  |       |  |  |               |  |  |                |  |
| Francesco I d'Este      |                    | Virginia de' Medici             |                                |  |  |       |  |  |               |  |  |                |  |
|                         |                    | Carlo Emanuele I di Savoia      | Emanuele Filiberto I di Savoia |  |  |       |  |  |               |  |  |                |  |
|                         |                    | Carlo Emanuele I di Savoia      | Emanuele Filiberto I di Savoia |  |  |       |  |  |               |  |  |                |  |
|                         |                    | Carlo Emanuele I di Savoia      | Margherita di Valois           |  |  |       |  |  |               |  |  |                |  |
| Isabella di Savoia      |                    | Carlo Emanuele I di Savoia      |                                |  |  |       |  |  |               |  |  |                |  |
|                         |                    | Caterina Michela d'Asburgo      | Filippo II di Spagna           |  |  |       |  |  |               |  |  |                |  |
|                         |                    | Caterina Michela d'Asburgo      | Filippo II di Spagna           |  |  |       |  |  |               |  |  |                |  |
|                         |                    | Caterina Michela d'Asburgo      | Elisabetta di Valois           |  |  |       |  |  |               |  |  |                |  |
| Eleonora d'Este         |                    | Caterina Michela d'Asburgo      |                                |  |  |       |  |  |               |  |  |                |  |
|                         | Alessandro Farnese | Ottavio Farnese                 |                                |  |  |       |  |  |               |  |  |                |  |
|                         | Alessandro Farnese | Ottavio Farnese                 |                                |  |  |       |  |  |               |  |  |                |  |
|                         | Alessandro Farnese | Margherita d'Austria            |                                |  |  |       |  |  |               |  |  |                |  |
| Ranuccio I Farnese      | Alessandro Farnese |                                 |                                |  |  |       |  |  |               |  |  |                |  |
|                         |                    | Maria d'Aviz                    | Eduardo d'Aviz                 |  |  |       |  |  |               |  |  |                |  |
|                         |                    | Maria d'Aviz                    | Eduardo d'Aviz                 |  |  |       |  |  |               |  |  |                |  |
|                         |                    | Maria d'Aviz                    | Isabella di Braganza           |  |  |       |  |  |               |  |  |                |  |
| Maria Farnese           |                    | Maria d'Aviz                    |                                |  |  |       |  |  |               |  |  |                |  |
|                         |                    | Giovanni Francesco Aldobrandini | Giorgio Aldobrandini           |  |  |       |  |  |               |  |  |                |  |
|                         |                    | Giovanni Francesco Aldobrandini | Giorgio Aldobrandini           |  |  |       |  |  |               |  |  |                |  |
|                         |                    | Giovanni Francesco Aldobrandini | Margherita Del Corno           |  |  |       |  |  |               |  |  |                |  |
| Margherita Aldobrandini |                    | Giovanni Francesco Aldobrandini |                                |  |  |       |  |  |               |  |  |                |  |
|                         |                    | Olimpia Aldobrandini            | Pietro Aldobrandini            |  |  |       |  |  |               |  |  |                |  |
|                         |                    | Olimpia Aldobrandini            | Pietro Aldobrandini            |  |  |       |  |  |               |  |  |                |  |
|                         |                    | Olimpia Aldobrandini            | Flaminia Ferracci              |  |  |       |  |  |               |  |  |                |  |
|                         |                    | Olimpia Aldobrandini            |                                |  |  |       |  |  |               |  |  |                |  |